# カルメットシティ (イリノイ州)
カルメットシティ（Calumet City）は、アメリカ合衆国イリノイ州のクック郡にある都市。人口は3万6033人（2020年）。シカゴの南にあり、東はインディアナ州境に接している。カルメットはアメリカ先住民の聖なるパイプを意味する。発音は「カリュメット」に近い。

## 歴史
1893年に「西ハモンド村」として法人化した。名称はインディアナ州ハモンドの西にあったことに由来している。1916年、インディアナ州は酒類の販売を禁止する法律を施行したため、西ハモンド村はインディアナ州民が飲酒目的で訪れる街になった。州境界に隣接してバーや売春宿、賭博場が建ち並ぶ歓楽街が形成された。これらの店の営業はシカゴのギャングに大きな利益をもたらした。西ハモンド村は「シン・シティ」（罪の街）と呼ばれるようになった。村役場は歓楽街が村の名声を傷つけていることを問題視していた。1923年に市制施行し、市名を「カルメットシティ」に変更した。
1920年に連邦政府が禁酒法を施行したため、ギャングの関心はカナダからの酒類密輸に移行した。そのため活動拠点を輸送に便利なシセロに移した。1925年、アル・カポネがギャングのボスになった。
1990年代、カルメットシティ当局は風俗店を一掃することに成功し、歓楽街は一般的な商店街になった。

## 人口動態
カルメットシティの人口は1970年以降横ばいであるが、白人の流出と黒人の流入が継続している。2020年アメリカ合衆国国勢調査によれば、市の人口の7割はアフリカ系アメリカ人である。

## 給水塔
カルメットシティには2基の給水塔があり、市のランドマークになっている。高い方は「ミスター・スマイリー」低い方は「ミセス・スマイリー」と呼ばれている。

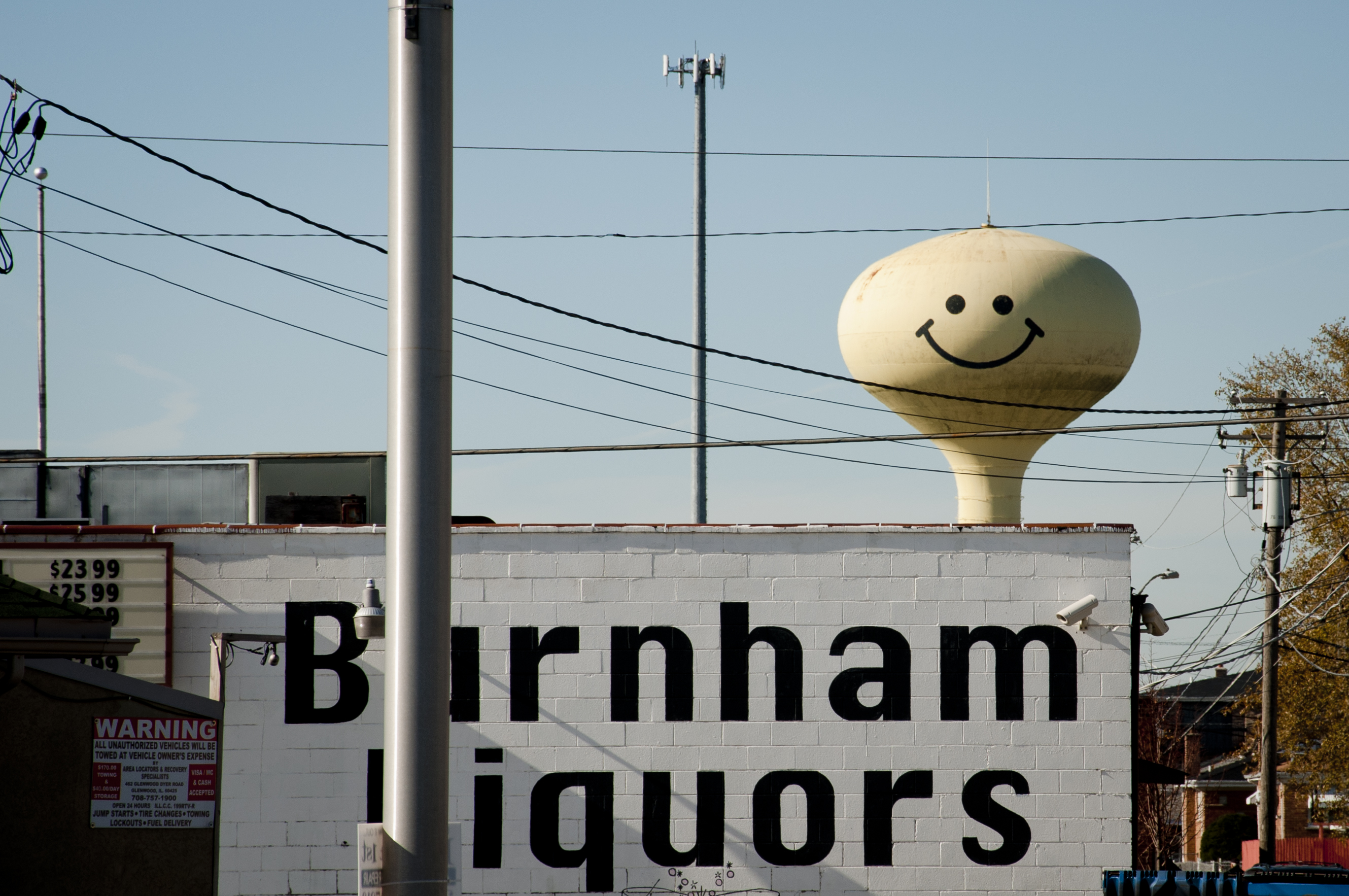
スマイリー給水塔